# Minerals Yearbook
Minerals Yearbook (Щорічник корисних копалин) — щорічник, який видається у США Геологічною службою країни. Видається з 1933 року. Публікацію видання розпочали замість раніше існувавших видань, в тому числі «Мінеральних ресурсів Сполучених Штатів» (англ. Mineral Resources of the United States), що до того виходило щорічно протягом півстоліття.
Журнал публікує щорічні статистичні данні щодо видобутку й використання корисних копалин, промислового виробництва, а також інформацію про розвиток економічних та технічних тенденцій у США і світі. Містить приблизно 90 розділів з даними про корисні копалини в понад 175 країнах.
У наш час (2025) видання доступне в електронному вигляді в Інтернеті на сайті Геологічної служби США (випуски з 1994 року видання) і на сайті бібліотеки Університету Вісконсіна (випуски з 1933 року по 1993 роки видання).
Поточні випуски виходять у трьох томах:
- Том I — «Метали та корисні копалини» (англ. Metals and Minerals) містить розділи про близько 90 комерційно важливих видів сировини.
- Том II — «Територіальні звіти: внутрішні» (англ. Area Reports: Domestic) огляди мінеральної промисловості США на основі кожного штату.
- Том III — «Територіальні звіти: міжнародні» (англ. Area Reports: International) огляди світової мінеральної промисловості в кожній країні.